# Kristi Yamaguchi
Kristine Tsuya Yamaguchi detta Kristi (Hayward, 12 luglio 1971) è un'ex pattinatrice artistica su ghiaccio statunitense, vincitrice di due titoli mondiali (nel 1991 e nel 1992) e della medaglia d'oro alle Olimpiadi Invernali di Albertville del 1992.

## Biografia
Nativa di Hayward, California, iniziò a pattinare da bambina come terapia per problemi ai piedi. Pattinatrice sia di singolo che di coppia, in quest'ultima specialità vinse due volte il titolo nazionale statunitense, nel 1989 e nel 1990, insieme a Rudy Galindo. Dal 1990 si concentrò sul singolo, vincendo due edizioni dei Mondiali (1991 e 1992), un Campionato nazionale statunitense (1992, divenendo, insieme a Yvonne Sherman, l'unica pattinatrice statunitense ad essere stata campionessa nazionale sia di singolo che di coppia), e la medaglia d'oro alle Olimpiadi Invernali di Albertville del 1992.
Dotata di grande eleganza sul ghiaccio, non aveva le straordinarie doti atletiche di rivali come Midori Itō, Tonya Harding e Surya Bonaly, ma compensava con il suo maggiore senso artistico. Era comunque molto dotata anche tecnicamente: pur non avendo il triplo axel nel suo repertorio, era in grado di eseguire la combinazione triplo lutz - triplo toe-loop e di includere anche sette salti tripli nelle sue performance. Stranamente, aveva difficoltà nell'eseguire il triplo salchow, un salto più semplice rispetto al lutz o al flip.
Dopo la vittoria olimpica passò al professionismo, esibendosi negli spettacoli di Stars on Ice e partecipando a competizioni del circuito pro (vinse i mondiali professionisti nel 1992, 1994, 1996 e 1997). Negli anni successivi ha ridotto progressivamente la sua attività per dedicarsi alla famiglia.

## Vita privata
Sposata dall'8 luglio 2000 con il giocatore di hockey Bret Hedican, ha due figlie: Keara Kiyomi, nata il 1º ottobre 2003, e Emma Yoshiko, nata il 16 novembre 2005. Ha fondato nel 1996 la Always Dream Foundation, con lo scopo di "realizzare le speranze e i sogni dei bambini".

## Palmarès
Individuale
| Internazionali             | Internazionali | Internazionali | Internazionali | Internazionali | Internazionali | Internazionali |
| Evento                     | 1986–87        | 1987–88        | 1988–89        | 1989–90        | 1990–91        | 1991–92        |
| -------------------------- | -------------- | -------------- | -------------- | -------------- | -------------- | -------------- |
| Giochi olimpici invernali  |                |                |                |                |                | 1°             |
| Campionati mondiali        |                |                | 6°             | 4°             | 1°             | 1°             |
| Internationaux de Paris    |                |                |                |                |                | 2°             |
| Nations Cup                |                |                |                |                | 1°             |                |
| NHK Trophy                 |                |                | 2°             | 2°             |                |                |
| Skate America              |                |                | 3°             |                | 1°             | 2°             |
| Skate Canada               |                |                |                | 1°             |                |                |
| Goodwill Games             |                |                |                |                | 1°             |                |
| US Olympic Festival        |                |                |                | 1°             |                |                |
| Campionati mondiali junior |                | 1°             |                |                |                |                |
| Nazionali                  |                |                |                |                |                |                |
| Campionati statunitensi    | 2° J           | 10°            | 2°             | 2°             | 2°             | 1°             |

Coppie con Rudy Galindo
| Internazionali             | Internazionali | Internazionali | Internazionali | Internazionali | Internazionali | Internazionali |
| Evento                     | 1984–85        | 1985–86        | 1986–87        | 1987–88        | 1988–89        | 1989–90        |
| -------------------------- | -------------- | -------------- | -------------- | -------------- | -------------- | -------------- |
| Campionati mondiali        |                |                |                |                | 5°             | 5°             |
| NHK Trophy                 |                |                |                |                | 3°             | 4°             |
| Skate America              |                |                | 5°             |                |                | 2°             |
| Skate Electric Challenge   |                |                |                |                | 1°             |                |
| Campionati mondiali junior |                | 5°             | 3°             | 1°             |                |                |
| Nazionali                  |                |                |                |                |                |                |
| Campionati statunitensi    | 5° J           | 1° J           | 5°             | 5°             | 1°             | 1°             |